# حازم حسني
حازم حسني هو ناشط سياسي مصري، وأستاذ لرياضيات البحتة والإحصاء في جامعة القاهرة. حصل على درجة الدكتوراة من فرنسا، وكان موضوع الرسالة: «استخدام المعادلات الرياضية في تفسير الظواهر التاريخية»، والذي حصل به على درجة الدكتوراة في فلسفة الرياضيات. كان المتحدث باسم حملة الفريق سامي عنان الانتخابية خلال محاولة ترشحه في انتخابات الرئاسة المصرية 2018.

## انتقاد السيسي
كتب في نقد سياسات عبد الفتاح السيسي مع محمود رفعت. وفي يناير 2018 أيد سامي عنان في محاولة منافسة السيسي في انتخابات الرئاسة المصرية 2018.

## اعتقاله
قبض عليه بدون أمر قضائي، وأرسل إلى الحبس الانفرادي في أواخر سبتمبر 2019 خلال الاحتجاجات المصرية 2019. ودعا فريق دفاعه القانوني إلى إطلاق سراحه فورا.